# Uranquinty
Uranquinty – miasto w Australii, w stanie Nowa Południowa Walia.